# Alto Jequitibá (kommun)
Alto Jequitibá är en kommun i Brasilien.   Den ligger i delstaten Minas Gerais, i den sydöstra delen av landet, 800 km sydost om huvudstaden Brasília. Antalet invånare är 8 323.
Följande samhällen finns i Alto Jequitibá:
- Alto Jequitibá

Omgivningarna runt Alto Jequitibá är huvudsakligen savann. Runt Alto Jequitibá är det ganska tätbefolkat, med 60 invånare per kvadratkilometer.